# Conie-Molitard
Conie-Molitard – miejscowość i gmina we Francji, w Regionie Centralnym, w departamencie Eure-et-Loir.
Według danych na rok 1990 gminę zamieszkiwało 337 osób, a gęstość zaludnienia wynosiła 22 osoby/km² (wśród 1842 gmin Regionu Centralnego Conie-Molitard plasuje się na 809. miejscu pod względem liczby ludności, natomiast pod względem powierzchni na miejscu 868.).